# Norrish-Reaktion

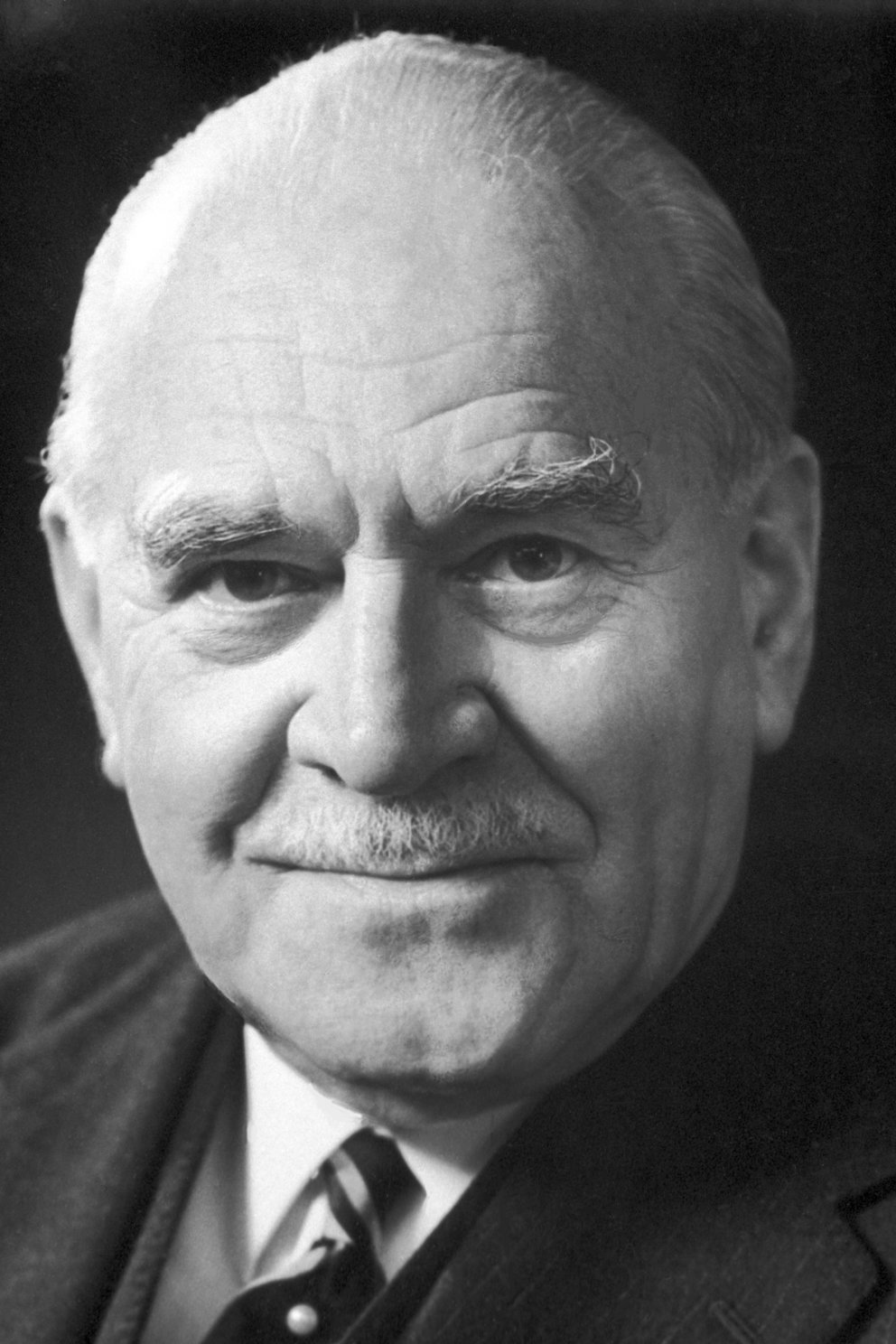
Ronald Norrish (1897–1978)

Norrish-Reaktionen sind Namensreaktionen aus dem Bereich der Organischen Chemie. Es handelt sich um photochemische Spaltungen von Carbonylverbindungen, wie Ketonen oder Aldehyden. Sie werden in zwei Typen aufgeteilt, die als Norrish-Typ-I-Reaktion und Norrish-Typ-II-Reaktion bezeichnet werden. Die Reaktion wurde erstmals 1932 von dem englischen Chemiker Ronald George Wreyford Norrish (1897–1978) publiziert und nach diesem benannt. Zur Erzeugung der Radikale wird UV-Strahlung einer spezifischen Wellenlänge benötigt.
Für die Norrish-Reaktionen gibt es nur wenige präparative Anwendungen. Norrish Typ I tritt als unerwünschte Nebenreaktion bei der Paternò-Büchi-Reaktion sowie als Nebenreaktion von Norrish Typ II auf. Beide Typen sind wichtige Folgereaktionen beim photooxidativen Abbau von Polymeren.

## Norrish-Typ-I-Reaktion
Da es sich bei der Norrish-Reaktion um eine Reaktion mit reaktiven radikalischen Zwischenprodukten handelt, welche mit geringer Selektivität weiterreagieren können, sind mehrere Reaktionspfade möglich.
Die Reaktion beginnt mit der Absorption eines Photons durch die Carbonylfunktion, wodurch ein Radikal im Singulettzustand erzeugt wird. Aus diesem kann durch Intersystem Crossing (ISC) ein Triplettzustand gebildet werden. Inwiefern dieser Schritt abläuft, ist von der Reaktivität des Singulettradikals und der Geschwindigkeit des Intersystem Crossings abhängig. Beide Zustände führen jedoch zur radikalischen Spaltung der Kohlenstoff-Kohlenstoff-Bindung beziehungsweise Kohlenstoff-Wasserstoff-Bindung an der  Carbonylgruppe. An welchem der beiden Reste das Carbonylradikal gebunden bleibt, ist von der Stabilität der Alkylradikale abhängig.
Das gebildete Radikalpaar kann nun auf verschiedenen Wegen reagieren:
- Rekombination zur Ausgangsverbindung:

- Abspaltung von Kohlenstoffmonoxid und anschließende Kombination der Radikale:

- Das Alkylradikal spaltet ein Wasserstoffradikal vom Carbonylradikal ab, wodurch ein Keten  und ein Alkan entstehen:

- Das Carbonylradikal spaltet ein Wasserstoffradikal vom Alkylradikal ab, wodurch ein Aldehyd und ein Alken entstehen:

## Norrish-Typ-II-Reaktion
Die Norrish-Reaktion Typ II kann bei Verbindungen ablaufen, die in γ-Position ein Wasserstoffatom besitzen. Sie beginnt ebenfalls mit der photochemischen Erzeugung eines Biradikals. Über einen sechsgliedrigen Übergangszustand kann in diesem Fall jedoch ein Wasserstoffradikal in γ-Position abstrahiert werden, wobei ein biradikalischer Alkohol entsteht. Dieses Zwischenprodukt kann nun auf zwei Arten reagieren:
- Fragmentierung zu einem Enol und einem Alken [1][4]
- Kombination unter Bildung eines Derivats des Cyclobutans [2] (Norrish-Yang-Reaktion, auch Norrish-Yang-Photozyklisierung)[5][6][7]